# Нодзава, Такуя
Такуя Нодзава (яп. 野沢 拓也 Нодзава Такуя, род. 12 августа 1981, Касама, Ибараки) — японский футболист, выступающий за японский клуб региональной лиги «Тиамо Хираката».

## Карьера
Такуя начинал карьеру в молодёжном составе японского клуба «Касима Антлерс», но в 1999 году на короткий срок уехал в Бразилию, в футбольный центр известного бразильского игрока Зико. Спустя некоторое время он вернулся в свой клуб «Касима Антлерс», за который играл в течение 12 лет, до перехода в «Виссел Кобе», где играл около года. В 2013 году вновь вернулся в «Касима Антлерс», во второй раз в карьере. В 2014 году Нодзава перешёл в клуб «Вегалта Сэндай», где играет и поныне.

## Достижения
- Кубок чемпионов A3: 2003
- Чемпион Японии: 2001, 2007, 2008, 2009
- Кубок императора: 2007, 2010
- Кубок Джей-лиги: 2000, 2002
- Суперкубок Японии: 2009